# Dmitri Ottowitsch op dem Hamme gen. von Schoeppingk

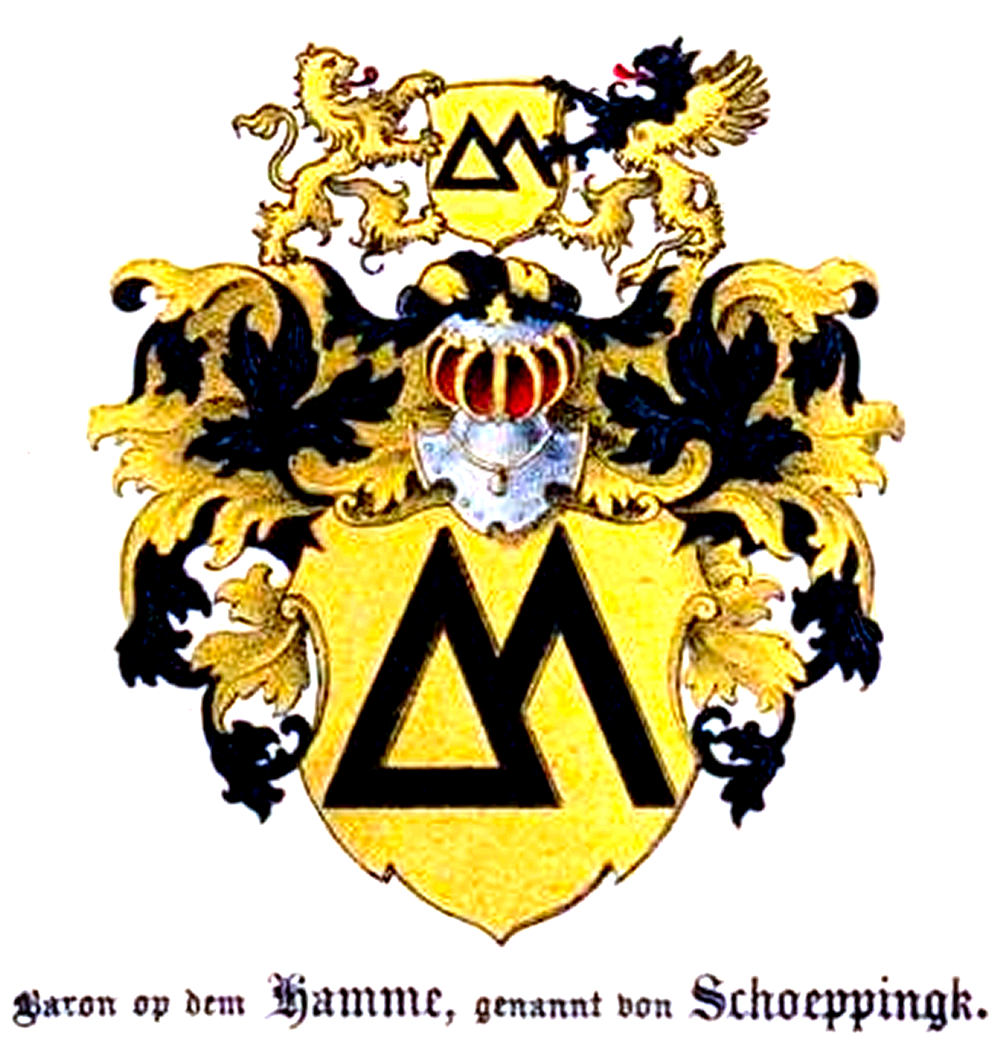
Familienwappen derer Op dem Hamme gen. von Schoeppingk

Dmitri Ottowitsch op dem Hamme gen. von Schoeppingk (Kurzform: Dmitri Ottowitsch von Schoeppingk; russisch: Дмитрий Оттович Шеппинг; * 13. Juli 1823 in Sankt Petersburg; † 17. März 1895 in Moskau) stammte aus einem deutsch-baltischen Adelsgeschlecht, war ein russischer Baron und ein bekannter Ethnologe, Mythologe und Archäologe. Er war Mitglied der Kaiserlichen Russischen Archäologischen Gesellschaft in Moskau.

## Wirken und Werke
Dimitri Ottowitsch begann sehr früh mit seinen wissenschaftlichen Arbeiten und veröffentlichte 1849 sein erstes Werk mit dem Titel „Mythen des slawischen Heidentums“, eine weiter Auflage folgte 1862. Im gleichen Jahr verfasste er „Die russische Nationalität in ihren Überzeugungen, Riten und Geschichten“. Zuvor erschienen 1861 das „Archiv historischer und rechtlicher Informationen zu Russland“ und dann ein Artikel „Über antike Auferlegungen und Institutionen und ihren Einfluss auf Sprache, Leben und abstrakte Konzepte des Menschen“.
Seit 1868 arbeitete er aktiv bei der russischen Zeitschrift Die philologischen Notizen mit und veröffentlichte folgende Artikel:
- Ein Werwolf in seiner mythologischen und plastischen Personifikation(1866);
- Rückblick auf das Bestial-Epos Westeuropas. Materialien für eine vergleichende Untersuchung der Tiersymbolik (1868)
- Etüden aus Volksmärchen. I. St. Egorius der Tapfere. II. Boris und Gleb - Gottes Schmiede (1884)
- Gottheiten der alten Slawen. A. S. Famintsina (1886)
- Unsere schriftlichen Quellen über die heidnischen Götter der russischen Mythologie (1888)
- Der Wert einiger Tiere, Vögel und anderer Tiere nach dem Aberglauben des russischen Volkes (1895)
- Die Symbole der Zahlen (1893).

Den Schwerpunkt seiner Arbeit widmete er der slawischen Mythologie, Ethologie und Archäologie, er lebte überwiegend in der Moskauer Provinz und beschrieb Dörfer und Landgüter, die in Moskau eingegliedert wurden. Er untersuchte gemeinsam mit dem Archäologen A.A. Gattsuk die Hügel bei dem Dorf Konkowo.

## Herkunft und Familie
Dmitri Ottowitsch stammte aus der uradeligen Familie op dem Hamme gen. von Schoeppingk, welche aus Westfalen stammte und sich um die Mitte des 16. Jahrhunderts im Baltikum angesiedelt hatte. Ein Zweig dieser Familie hatte sich in den Dienst des Kaiserreichs Russland gestellt, hierzu gehörte sein Vater, der russische Generalmajor Otto Friedrich op dem Hamme gen. von Schoeppingk (1790–1874), der mit Maria Dmitriewna Chertkowa (1799–1874) verheiratet war.
Dmitri Ottowitsch heiratete 1847 die sehr prominente Maria Petrowna Yazykowa (1825–1875), aus dieser Ehe stammten:
- Maria Dmitriewna (1848–1916), sie war mit dem russischen Baron und Generalleutnant Nicolaus von Prittwitz Nikolai Karlowitsch Pritvits (1835–1886) verheiratet
- Elizaweta Dmitriewna und Aglaya Dmitriewna
- Wladimir Dmitriwitsch (1853–1921), Hofmeister